# Tasnádi György
Tasnádi György (Szeged, 1961. május 6. –), építészmérnök, belsőépítész és bútortervező iparművész. A Nyugat-magyarországi Egyetem Alkalmazott Művészeti Intézetének létrehozója és első vezetője (1990–2000). Édesanyja T. Nagy Irén díszítőszobrász, intarziaművész, művészeti tanár. Édesapja Tasnádi Róbert mezőgazdasági szakmérnök, állattenyésztési ágazatvezető.

## Pályafutása
A Pollack Mihály Műszaki Főiskolán szerzett építészmérnöki diplomát (1979–83), majd az Iparművészeti Főiskolán belsőépítész, bútortervező végzettséget (1986–91). Közben a Fémmunkás Vállalat építész szaktervezője (1983–86).
1988-tól a Novus Művészeti Egyesület elnöke. Fő szervezője volt a művészeti egyetemek hallgatói együttműködésének. Ezzel párhuzamosan összművészeti fesztiválok szervezőjeként szerzett ismertséget. Legjelentősebbnek az 1990 októberében megrendezett „Tatarozás” fesztivál mutatkozott, amely a rendszerváltás korának legnagyobb tömegsikerét hozó művészeti megmozdulása lett. Ez a fesztivál nyitotta meg elsőként a Műcsarnok addig közönségtől elzárt két hátsó nagytermét és az apsziscsarnokot.
Kezdeményezte (1990) és megszervezte a soproni Erdészeti és Faipari Egyetem (ma Nyugat-magyarországi Egyetem) Alkalmazott Művészeti Intézetét, amelynek első vezetője (1994–95), egyben oktatója volt. Itt elindította az egyetemi szintű építész és formatervező szakokat. Hazánkban ezek a képzések voltak a fővároson kívül az első vizuális művészeti szakok, amelyekkel megkezdődött a művészeti felsőoktatás decentralizációja.  A művészeti szakok irányítása mellett tevékenyen közreműködött a termékfejlesztő szakmérnöki képzés elindításában. Később 2000-ig rektori tanácsadóként folytatta fejlesztői munkáját.
Szegeden tervező vállalkozást alapított, több nagyberuházás vezető tervezője volt.
A lakberendező szakma fejlesztésében kiemelkedő érdemei vannak. Elvégezte e szakterület munkakörelemzését, nagyrészt nevéhez köthető a szakmai és vizsgakövetelmények megalkotása. Az iskolarendszerű lakberendező képzés központi programjának szakmai vezetője, a lakberendező szakképzés vizsgaelnöke. A Lakberendezők Országos Szövetségének elnökségi tagja, a LOSZ Szakértői Munkacsoportjának vezetője, a Lakberendező Mestervizsga Bizottság elnöke volt.
Oktatási munkájából legjelentősebbek a formatan, az arculattervezés, valamint a berendezőművészeti tárgyak, amelyeknek elismert fejlesztője is. Sikeres előadó a felsőoktatásban és a szakképzésben (Kecskeméti Főiskola, Juhász Gyula Tanárképző Főiskola, Magyar Iparszövetség Oktatási Központja, Junior Art Center, Art Veresegyházi Lakberendező Iskola, Kurzus Lakberendező Iskola).
A Zsolnay Porcelánmanufaktúra termékfejlesztési vezetője (2009–10).

## Művészeti munkássága
Alkotó munkájában folytatja az édesanyja, T. Nagy Irén által megkezdett intarziakészítés szellemi vonalát. Egyedi intarziás bútorain dominálnak a természetes fa mintázatát hangsúlyozó motívumok. Belsőépítészeti munkáiban és bútoraiban szívesen ötvözi a modern anyagokat és technológiákat a hagyományos minőségi anyagokkal és megmunkálási módokkal.

## Kutatási tevékenysége
Kutatási tevékenysége három nagy területre koncentrál:
- a tárgyi kultúra formai, formaképzési jelenségeinek vizsgálata (Moholy-Nagy László Formatervezési Ösztöndíjjal);
- a lakó- és munkakörnyezeti tárgykultúra jelenségeinek vizsgálata;
- a mérnöki és művészeti alkotó tevékenységet támogató technológiák fejlődésének vizsgálata.

## Könyvei
- AMI az ezredforduló előtt. A soproni Alkalmazott Művészeti Intézet kezdeteinek története 1990 és 2000 között. Budapest, 2020
- Riport János vitézzel (regény). Budapest, 2024, Könyv Guru – Ad-Librum Kft.

## Publikációi
- Perényi Tamás – Práczky István – Tasnádi György: Új művészeti és építészeti lehetőségek a Belső-Ferencvárosban. 1989
- A Délmagyarország c. napilap „Lakás-Építészet” mellékletének szakmai szerkesztője és cikkírója
- Magyarország Velencéje, avagy Művészeti Intézet a Soproni Egyetemen. Magyar Iparművészet, 1996, 1. szám 40. o.
- Fény és enteriőr. Világítástechnikai évkönyv 2008–2009
- Új korszakban. Magyar Építőművészet – Utóirat elméleti melléklet, 2017, 6. szám
- A tervezett elavulás 100. évfordulója (2019)

## Előadásai
- Művészeti placebo (2015, 2020)
- Élettartam összeesküvés (2019)
- Design és ergonómia 1–2. (2021)
- A stíluson túl (2021)
- Érzéki lakberendezés (2022)
- Tárgykultúra emésztés után (2022)
- Az átalakuló Budai Vár (2023)
- A Mágnásfertály (2023)
- Veszteségkultúra (2024)
- Lakás az összeomlásig (2024)

## Díjai
- Pro Universitate Soproniensi (2000)